# 我想要改变! (电影乐队歌曲)
《我想要改变！》（俄語：Хочу перемен!）是苏联摇滚乐队电影的歌曲，由维克多·崔谱写。在1987年电影《阿萨》（Асса）中，电影乐队主唱维克多·崔在片尾演唱了《我想要改变！》，此曲就此成名。电影乐队专辑《最后的英雄》中收录了此曲的录音室录制版。此曲后来成为了受诸多後蘇聯國家喜爱的政治运动歌曲、抗争歌。